# アメリカン・フリーダム・トレイン

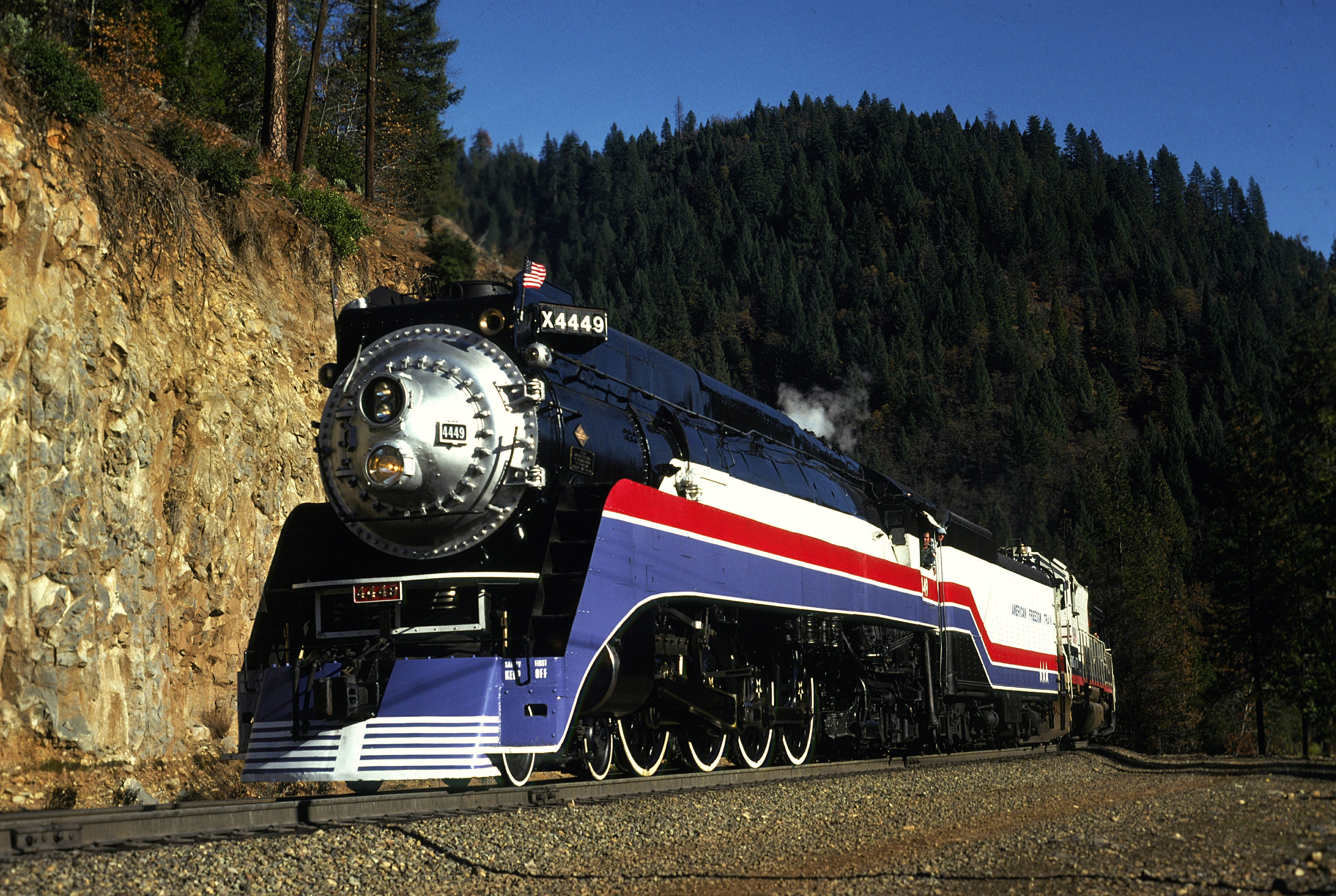
1975年にアメリカ合衆国建国200周年を記念して運行されたアメリカン・フリーダム・トレインを牽引した4449号蒸気機関車

アメリカン・フリーダム・トレインとは、1940年代後半に編成されアメリカ各地を周った特別列車である。また、アメリカ合衆国建国200周年を記念した別の車両もある。両方とも特別の赤、白、青の帯が塗装され、48州で歴史的な場面を展示した。それぞれの列車は異なる道筋で48州を周ったが、停車したのは同じ場所である。

## 1947-1949アメリカン・フリーダム・トレイン
1947年から1949年に、フリーダム・トレインはアメリカ合衆国司法長官のトム・C・クラークの提案で、自由を求めて戦った歴史を振り返る展示をするために提案された。この提案はパラマウント・ピクチャーズとアメリカ広告評議会によって実行された。
列車は合衆国憲法と独立宣言と権利章典の原本を運び、48州300以上の町を周った。アラスカとハワイは当時まだ連邦に加入していなかったので周らなかった。
フリーダムトレインの公式ソングがアーヴィング・バーリンによって書かれ、ビング・クロスビーとアンドリューズ・シスターズが歌った。

## 1975-1976アメリカン・フリーダム・トレイン
2番目のフリーダム・トレインは、1975年から1976年にかけてアメリカ合衆国建国200周年を記念して運行された。このときには、新たにレストアされた3両の蒸気機関車が、26両に及ぶ列車の牽引機として充当された。
最初に牽引したのは、かつてレディング鉄道で運行されていた2101号である。2番目に牽引したのは、かつてサザン・パシフィック鉄道で運行されていた4449号蒸気機関車である。3番目はテキサス・アンド・パシフィック鉄道で運行されていた610号であった。
26両編成のうち10両が展示車輌で、回る順番は違ったが前回と同じ場所を訪れた。展示物には月の石等があった。
1975年4月1日から1976年12月31日までの21ヶ月で、48州から700万人以上が訪れた。